# Kultura pomorska
     grupy nordyckie
     kultura jastorfska
     grupa Harpstedt-Nienburger
     plemiona celtyckie
     kultura pomorska
     kultura urn domkowych
     kultura wschodniobałtycka strefy leśnej
     kultura kurhanów zachodniobałtyjskich
     kultura miłogradzka
     grupy estońskie

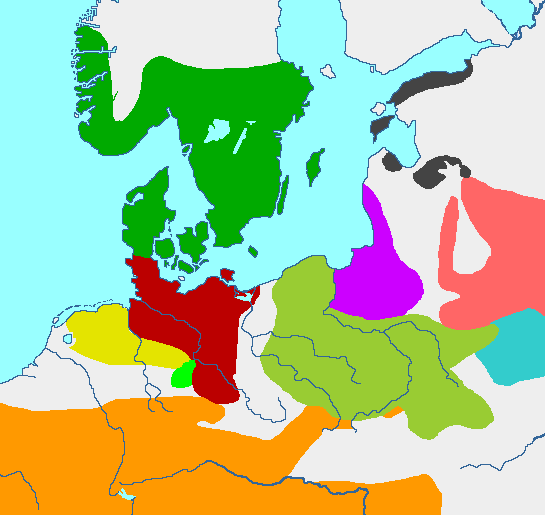
Europa okresu przedrzymskiego epoki żelaza:
grupy nordyckie
kultura jastorfska
grupa Harpstedt-Nienburger
plemiona celtyckie
kultura pomorska
kultura urn domkowych
kultura wschodniobałtycka strefy leśnej
kultura kurhanów zachodniobałtyjskich
kultura miłogradzka
grupy estońskie

Kultura pomorska (kultura wschodniopomorska, kultura wejherowsko-krotoszyńska, kultura grobów skrzynkowych, kultura urn twarzowych) – kultura archeologiczna epoki żelaza z okresu VII – III w. p.n.e., zajmująca teren niemal całej Polski.

## Kryteria wydzielenia
Podstawą do wydzielenia kultury pomorskiej był charakterystyczny obrządek pogrzebowy z urnami twarzowymi i płaskimi cmentarzyskami, w odróżnieniu od kurhanowego pochówku kultury łużyckiej, osadnictwo z osiedlami o charakterze otwartym oraz gospodarka oparta przede wszystkim na hodowli.

## Chronologia, geneza i zanik
Zjawiska przypisywane kulturze pomorskiej ukształtowały się we wczesnej epoce żelaza na terenie Pomorza Wschodniego, na bazie odłamu kultury łużyckiej – grupy wielkowiejskiej na przełomie Hallstattu C i Hallstattu D (VII – VI w. p.n.e.) i trwały do III wieku p.n.e. Na początku V w. p.n.e. rozprzestrzeniły się na teren Wielkopolski, a następnie także na obszar dorzecza środkowej Odry i Wisły. Na przełomie III i II stulecia p.n.e. zaniknęły stanowiska typowe dla tej kultury i jej odłamu – kultury grobów kloszowych, a ich miejsce, na skutek oddziaływań kultury lateńskiej, zajęły zjawiska charakterystyczne dla kultury przeworskiej i kultury oksywskiej.

## Obszar występowania i kontekst kulturowy
Kolebką zjawisk typowych dla kultury pomorskiej jest Pomorze Gdańskie, skąd rozprzestrzeniały się na obszar Wielkopolski, a następnie dorzecza środkowej Odry i Wisły, zajmując tym samym większość dotychczasowych terenów kultury łużyckiej. Kultura pomorska sąsiadowała z kulturą jastorfską na północnym zachodzie oraz z kulturą kurhanów zachodniobałtyjskich na północnym wschodzie.

## Charakterystyczne wyroby kulturowe

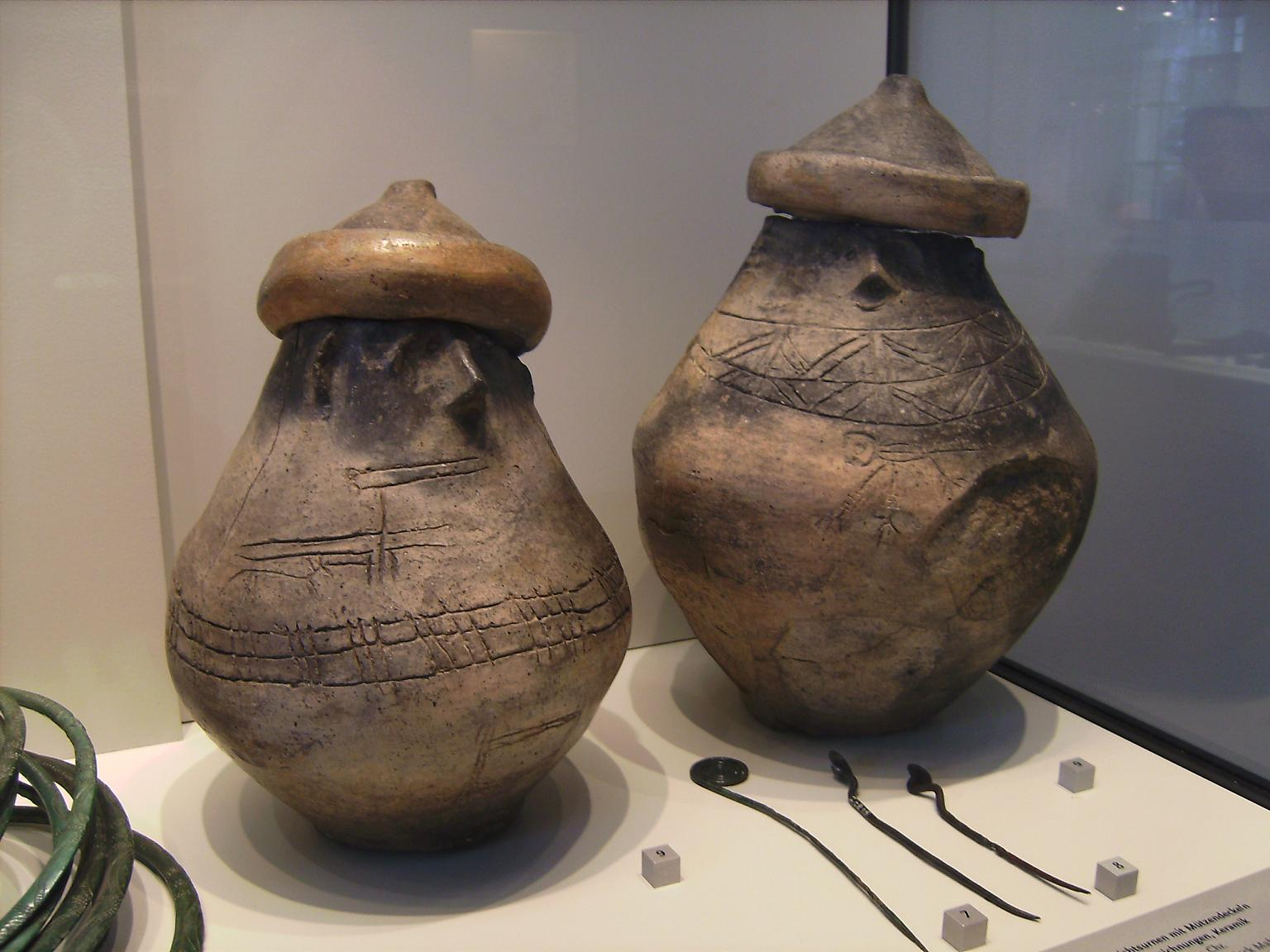
Urny twarzowe

Kulturę materialną charakteryzują bursztynowe wyroby (głównie paciorki) przeznaczone na handel wymienny, narzędzia krzemienne – stopniowo wychodzące z użycia na rzecz metalowych (w tym importów żelaznych) oraz przedmioty wykonane z rogu i kości (m.in. szpile, grzebienie). Typowe formy ceramiki to: misy z zagiętym do wnętrza brzegiem, garnki z dwoma uchwytami i jajowatym brzuścem, naczynia dziurkowane i czarne urny o gruszkowatym brzuścu.

## Osadnictwo
Nieliczne, małe osady o charakterze otwartym, w których dominowały domy o konstrukcji słupowej. W pobliżu osiedli znajdowały się niewielkie płaskie cmentarzyska.

## Obrządek pogrzebowy

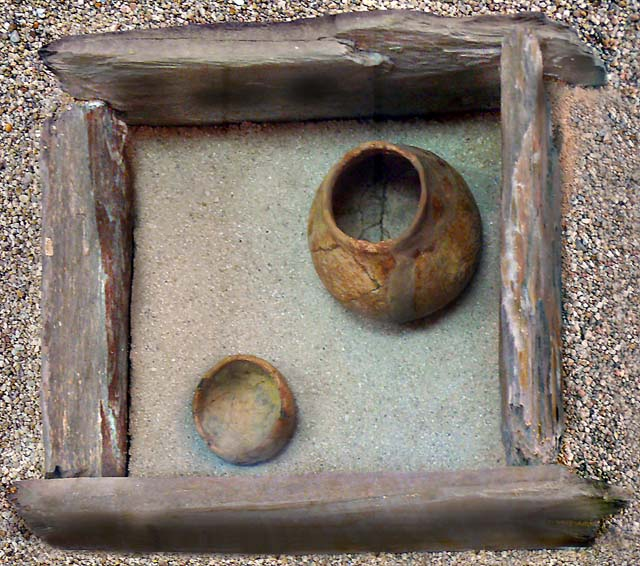
Rekonstrukcja grobu

Na całym terenie, gdzie znajdują się formy obiektów typowych dla tej kultury, występuje obrządek ciałopalny. Jego charakterystycznym elementem, który posłużył do stworzenia nazwy kultura urn twarzowych, są popielnice, na których umieszczano, w górnej części naczynia, schematyczne przedstawienie twarzy ludzkiej, symbolizującej zmarłego, czasem z dodatkowymi scenami rodzajowymi lub wyobrażeniami przedmiotów codziennego użytku i uzbrojenia (miecze, oszczepy, tarcze) umieszczanymi na brzuścu. Popielnice przykryte były pokrywkami niekiedy stylizowanymi na nakrycie głowy. Dodatkowo czasami nakładano na nie naszyjniki lub napierśniki, a plastyczne przedstawienia uszu zdobiono kolczykami. Zwyczaj dekorowania popielnic symbolicznymi twarzami ludzkimi zanikł w IV w. p.n.e.
Popielnice (zazwyczaj 5–6, maksymalnie do 30 sztuk) z popiołami zmarłych ustawiano w prostokątnych skrzyniach z kamiennych płyt, stąd też inna nazwa tej kultury – kultura grobów skrzynkowych. Ubogie wyposażenie grobowe stanowią ozdoby oraz narzędzia, bardzo rzadko broń.
Popielnice twarzowe pojawiły się prawdopodobnie jako wynik oddziaływania kultury etruskiej w związku z kontaktami handlowymi, głównie handlu bursztynem.
We wschodniej części zasięgu kultury pomorskiej wyróżniamy odmienną formę obrządku pogrzebowego, która charakteryzowała się pochówkiem jamowym, z urną przykrytą odwróconym do góry dnem dużym naczyniem, tzw. kloszem, stąd nazwa dla tego odłamu kulturowego – kultura grobów kloszowych. Niektórzy badacze, pomimo wspólnych cech osadniczo-kulturowych, uznają ją za samodzielną jednostkę kulturową.

## Społeczeństwo i gospodarka
Gospodarka rolniczo-hodowlana. Jej podstawę stanowiła hodowla bydła i trzody chlewnej, w mniejszym stopniu rolnictwo (pszenica, jęczmień, żyto) oraz łowiectwo, zbieractwo i rybołówstwo, co uwarunkowane było czynnikami naturalnymi tego terenu, a więc dużym zalesieniem i rozległymi pojezierzami. Istniały lokalne ośrodki metalurgii brązu wykonujące głównie ozdoby i drobne narzędzia.